# Foppolo
Foppolo (lombardul: Fòpol) település Olaszországban, Lombardia régióban, Bergamo megyében. Lakosainak száma 157 fő (2023. január 1.). Foppolo Valleve, Caiolo, Cedrasco, Fusine, Tartano és Carona községekkel határos.

## Népesség
A település lakossága az elmúlt években az alábbi módon változott:
| Lakosok száma | 190  | 185  | 157  |
|               | 2017 | 2018 | 2023 |